# Čudež v operi
Čudež v operi je pravljica, ki jo je napisala Desa Muck, ilustriral pa Rajko Braško. Izdala in založila jo je založba Rokus, in sicer leta 2001 v Ljubljani.

## Kratek povzetek zgodbe
Julija ni marala opere, saj je tja morala iti vsako nedeljo s svojo teto, tam pa ji je bilo zelo dolgčas. Nekega dne, ko je spet spremljala teto v opero, pa je spoznala Operelo in Papija, ki sta ji razkrila, koliko truda je potrebno, da opero sploh sestavijo in izpeljejo do konca. Pokazala sta ji zaodrje, ji razložila, kako stvari potekajo. Na lastne oči je videla ljudi pri delu in šele po tem dogodku je Julija znala ceniti opero, celo navdušena je postala nad njo.

## Predstavitev književnih likov
Julija
Julija je prvošolka, ki mora s teto hoditi v opero. Ima starejšega brata Sandija. Kadar ji je dolgčas, rada opazuje ljudi in si predstavlja, kaj so po poklicu in kakšno je njihovo življenje. Njena največja mora so bile nedelje, ko je morala s teto v opero, vse dokler ni spoznala Operele in gospoda Papija.
Operela
Operela je operna govoreča miš, oblečena v rožnato baletno krilo. Julijo je že večkrat opazila v operi in videla, da se od vseh otrok najbolj dolgočasi, zato ji je prišla razložiti, kaj se v operi pravzaprav dogaja. Kot izvemo v nadaljevanju zgodbe, Operela pomaga pri vseh delih, ki jih je treba postoriti pred predstavami, vendar pa nikoli nihče ne izve za njeno pomoč. 
Gospod Papi
Gospod Papi je leteči bančni prašiček, ki ima zelo rad otroke. V operi velikokrat pomaga Opereli, vendar pa gre na koncu domov z Julijo. 
Drugi
V zgodbi so omenjeni še operni pevci in ostali ljudje, zadolženi za izpeljavo predstave, ter Julijina mama, teta in brat.

## Zgradba dela
- Zasnova pravljice je opis Julijine nejevolje ob odhodih v opero in kaj vse počne tam.
- Zaplet dela je, ko Julija opazi Operelo in ji ta na kratko razloži kako potekajo stvari v operi.
- Vrh predstavlja celotno dogajanje v zaodrju.
- Razplet označuje vrnitev v ložo in odmor med opernim delom.
- Razsnova pa je ostanek dela opere, kjer Julija ugotovi, da ji je to pravzaprav zelo všeč in komaj čaka, da spet pride.

## Kratka analiza
Pravljica Čudež v operi je otroška slikanica, v največji meri namenjena operno-baletni vzgoji najmlajših. Predstavlja tako dogajanje na odru in v zaodrju in otrokom razloži veliko glasbenih izrazov. 
Pri realizaciji Čudeža v operi so si podali roke izdajatelj SNG Opera in balet Ljubljana, Založba Rokus in pokrovitelj SKB banka, ki so s skupnim projektom opozorili na nove tržne pristope na področju kulture.
Operna miška Operela je dobila ime po skladu za pomoč umetnikom (več v nadaljevanju), ker pa je pokrovitelj SKB banka, je letečemu bančnemu prašičku ime Papi, po dobro znani igri SKB banke – SKB Papi.

## Sklad Operela
V SNG Opera in balet Ljubljana so ustanovili sklad Operela, ki bo skrbel za izobraževanje in izpopolnjevanje za poklice v njihovi hiši ter še drugače skrbel za podmladek. 
Kot pravi vodja sklada Operela Tatjana Ažman , bo štipendiranje nadarjenih posameznikov le del dejavnosti sklada; z njim želijo zbuditi ponovno zanimanje za izobraževanje, izpopolnjevanje in spodbujanje šolanja vseh profilov umetniških kadrov, ki jih imajo v hiši (pevci, inštrumentalisti, baletniki, kostumografi, scenografi, režiserji). Šolali se bodo lahko mladi, ki bodo šele stopili na umetniško pot, pa tudi tisti, ki že ali še bodo sodelovali pri oblikovanju produkcije opernega in baletnega repertoarja. Zamisel o skladu Operela se je porodila pred približno dvema letoma, ko so se začeli bolj sistematično posvečati dejavnostim za otroke in mlade.